# كيبنهايم
كيبنهايم (بالألمانية: Kippenheim) مدينة ألمانية تقع في ولاية بادن-فورتمبيرغ.

## أعلام
- ستيف فيرتهايمر
- سلمى ستيرن